# Upton Sinclair
Upton Beall Sinclair (Baltimore, 20 de setembro de 1878 – Bound Brook, 25 de novembro de 1968). Foi um escritor, romancista e reformador social norte-americano, autor de mais de 100 livros, sendo que muito deles traduzidos para mais de 50 línguas diferentes dos romances sociais.

## Vida
Foi um escritor americano, ativista político e candidato a governador da Califórnia pelo Partido Democrata em 1934, que escreveu quase 100 livros e outras obras em diversos gêneros. O trabalho de Sinclair era bem conhecido e popular na primeira metade do século XX, e ele ganhou o Prêmio Pulitzer de Ficção em 1943.
Em 1906, Sinclair adquiriu especial fama por seu clássico - The Jungle, que expôs as precárias condições sanitárias e de trabalho na  indústria frigorífica nos EUA, causando um alvoroço público que contribuiu, em parte, à passagem, alguns meses depois de 1906 para a nova regulamentação legal Pure Food and Drug Act de 1906 que foi a primeira de uma série de importantes leis de proteção ao consumidor que foram promulgadas pelo Congresso no século XX e levaram à criação da Food and Drug Administration, nos EUA. Em 1919, ele publicou The Brass Check, uma denúncia do jornalismo americano que divulgou a questão da imprensa marrom "yellow press" e as limitações da "imprensa livre" nos Estados Unidos. Quatro anos após a publicação de The Brass Check, o primeiro código de ética para jornalistas foi criado. A revista Time o chamou de "um homem com todos os dons, exceto humor e silêncio". Ele também é bem lembrado pela frase: "É difícil fazer um homem entender algo, quando seu salário depende de ele não entender". Ele usou essa linha em discursos e no livro sobre sua campanha para governador como uma forma de explicar por que os editores dos principais jornais da Califórnia não tratariam seriamente suas propostas de pensões para idosos e outras reformas progressivas.
Muitos de seus romances podem ser lidos como obras históricas. Escrevendo durante a Era Progressiva, Sinclair descreve o mundo industrializado dos Estados Unidos do ponto de vista do trabalhador e do industrial. Romances como King Coal (1917), The Coal War (publicado postumamente), Oil! (1927) e The Flivver King (1937) descrevem as condições de trabalho das indústrias de carvão, petróleo e automóveis da época.
The Flivver King descreve a ascensão de Henry Ford, sua "reforma salarial" e o Departamento Sociológico de sua empresa, até seu declínio no anti-semitismo como editor do The Dearborn Independent. King Coal confronta John D. Rockefeller Jr. e seu papel no Massacre de Ludlow em 1914 nos campos de carvão do Colorado.
Sinclair era um socialista declarado e concorreu sem sucesso ao Congresso como candidato do Partido Socialista. Ele também foi o candidato do Partido Democrata para governador da Califórnia durante a Grande Depressão, concorrendo sob a bandeira da campanha Fim da Pobreza na Califórnia, mas foi derrotado nas eleições de 1934.

## Trabalhos
Ficção
- Sinclair, Upton. Upton sinclair anthology (1947) online
- Engs, Ruth Clifford, ed. Unseen Upton Sinclair: Nine Unpublished Stories, Essays and Other Works. (McFarland & Co. 2009).

- Courtmartialed – 1898
- Saved By the Enemy – 1898
- The Fighting Squadron – 1898
- A Prisoner of Morro – 1898
- A Soldier Monk – 1898
- A Gauntlet of Fire – 1899
- Holding the Fort  – 1899
- A Soldier's Pledge – 1899
- Wolves of the Navy – 1899
- Springtime and Harvest – 1901, reeditado no mesmo ano que King Midas
- The Journal of Arthur Stirling – 1903
- Off For West Point – 1903
- From Port to Port – 1903
- On Guard – 1903
- A Strange Cruise – 1903
- The West Point Rivals – 1903
- A West Point Treasure – 1903
- A Cadet's Honor – 1903
- Cliff, the Naval Cadet – 1903
- The Cruise of the Training Ship – 1903
- Prince Hagen – 1903
- Manassas: A Novel of the War – 1904, relançado em 1959 como Theirs be the Guilt
- A Captain of Industry – 1906
- The Jungle – 1906
- The Overman – 1907
- The Industrial Republic – 1907
- The Metropolis – 1908
- The Moneychangers – 1908, reimpresso como The Money Changers
- Samuel The Seeker – 1910
- Love's Pilgrimage – 1911
- Damaged Goods – 1913
- Sylvia – 1913
- Sylvia's Marriage – 1914
- King Coal – 1917
- Jimmie Higgins – 1919
- Debs and the Poets – 1920
- 100% - The Story of a Patriot – 1920
- The Spy – 1920
- They Call Me Carpenter: A Tale of the Second Coming – 1922
- The Millennium – 1924
- The Goslings: A Study of the American Schools – 1924
- The Spokesman's Secretary – 1926
- Money Writes! – 1927
- Oil! – 1927
- Boston, 2 vols. – 1928
- Mountain City – 1930
- Roman Holiday – 1931
- The Wet Parade – 1931
- American Outpost – 1932
- The Way Out (novel) – 1933
- Immediate Epic – 1933
- The Lie Factory Starts – 1934
- The Book of Love – 1934
- Depression Island – 1935
- Co-op: a Novel of Living Together – 1936
- The Gnomobile – 1936, 1962
- Wally for Queen – 1936
- No Pasaran!: A Novel of the Battle of Madrid – 1937
- The Flivver King: A Story of Ford-America  – 1937
- Little Steel – 1938
- Our Lady – 1938
- Expect No Peace – 1939
- Marie Antoinette (novel) – 1939
- Telling The World – 1939
- Your Million Dollars – 1939
- World's End – 1940
- World's End Impending – 1940
- Between Two Worlds – 1941
- Dragon's Teeth – 1942
- Wide Is the Gate – 1943
- Presidential Agent – 1944
- Dragon Harvest – 1945
- A World to Win – 1946
- A Presidential Mission – 1947
- A Giant's Strength – 1948
- Limbo on the Loose – 1948
- One Clear Call – 1948
- O Shepherd, Speak! – 1949
- Another Pamela – 1950
- Schenk Stefan! – 1951
- A Personal Jesus – 1952
- The Return of Lanny Budd – 1953
- What Didymus Did – UK 1954 / It Happened to Didymus – US 1958
- Theirs Be the Guilt – 1959
- Affectionately Eve – 1961
- The Coal War – 1976

Autobiográfico
- The Autobiography of Upton Sinclair. With Maeve Elizabeth Flynn III. New York: Harcourt, Brace & World, 1962.
- My Lifetime in Letters. Columbia, MO: University of Missouri Press, 1960) online.
- The Cup of Fury – 1956

Não-ficção
- Good Health and How We Won It: With an Account of New Hygiene (1909) – 1909
- The Fasting Cure – 1911
- The Profits of Religion – 1917
- The Brass Check – 1919
- The McNeal-Sinclair Debate on Socialism – 1921
- The Book of Life – 1921
- The Goose-Step – 1923
- Mammonart. An essay on economic interpretation. – 1925
- Letters to Judd, an American Workingman – 1925
- Mental Radio: Does it work, and how? – 1930, 1962
- Upton Sinclair Presents William Fox – 1933
- We, People of America, and how we ended poverty : a true story of the future – 1933
- I, Governor of California - and How I Ended Poverty – 1933
- The Epic Plan for California – 1934
- I, Candidate for Governor - and How I Got Licked – 1935
- Epic Answers: How to End Poverty in California (1935) – 1934
- What God Means to Me – 1936
- Upton Sinclair on the Soviet Union – 1938
- Letters to a Millionaire – 1939

Drama
- Plays of Protest: The Naturewoman, The Machine, The Second-Story Man, Prince Hagen – 1912
- The Pot Boiler – 1913
- Hell: A Verse Drama and Photoplay – 1924
- Singing Jailbirds: A Drama in Four Acts – 1924
- Bill Porter: A Drama of O. Henry in Prison – 1925
- The Enemy Had It Too: A Play in Three Acts – 1950

Como editor
- The Cry for Justice: An Anthology of the Literature of Social Protest – 1915